# Hotel Jakarta
Hotel Jakarta, ook wel aangeduid als Javakade 766, is een hotel aan de Javakade op het Java-eiland in Amsterdam-Oost.

## Geschiedenis
In de jaren 1990 werd het voormalig Oostelijk Havengebied omgebouwd tot woongebied. De voormalige haventerreinen werden gesaneerd en opnieuw ingericht op basis van het masterplan van stedenbouwkundige Sjoerd Soeters. Op de westelijke punt van het schiereiland, een spits toelopend terrein, was in eerste instantie de nieuwbouw van een schoolgebouw met gymzaal voorzien, genaamd de Javaschool. Voor het door architectenbureau SeARCH ontworpen schoolgebouw werd een bouwvergunning verkregen, maar de realisatie van het schoolgebouw werd door politieke inmenging alsnog tegengehouden. Enkele jaren later werd SeARCH wederom benaderd om voor deze locatie een multifunctioneel gebouw inclusief school en hotel te ontwerpen. Uiteindelijk is het schoolprogramma volledig komen te vervallen en werd iets verderop in een noodgebouw aan de Sumatrakade een tijdelijke basisschool gevestigd. Wel werd in het nieuwe hotelontwerp een openbare functie meegenomen in de vorm van een openbare tuin.
In april 2016 werd de eerst paal geslagen. In de zomer van 2018 werd het hotel voor gasten geopend. Het hotel kreeg de naam Hotel Jakarta, genoemd naar de hoofdstad van Indonesië. Het is tevens een verwijzing naar de oorspronkelijk bestemming van dit havengebied: hier vertrokken en arriveerden schepen naar (onder andere) Nederlands-Indië. Het gerealiseerde hotelgebouw is onderdeel van de hotelketen Westcord Hotels.

## Gebouw

### Architectuur
Het gebouw beslaat acht verdiepingen boven maaiveldniveau met bovenin een skybar met uitzicht op de stad en het IJ. Onder maaiveldniveau bevindt zich een parkeergarage. De constructie bestaat uit een betonnen kelderbak, betonnen kolommen en schijven op de begane grond en eerste verdieping met daarboven een houten draagconstructie. De hotelkamers zijn buiten de bouwplaats geprefabriceerd en op locatie ingehesen. Het gebouw omvat een vloeroppervlak van 16.500 m² en is energieneutraal.
De geschiedenis van het gebied als haven en de link met Jakarta is terug te vinden in een artistieke ingreep op de oostgevel van het gebouw. In geperforeerde aluminium platen is het silhouet van een VOC-schip te herkennen.
In 2019 kreeg het gebouw de publieksprijs toegewezen bij uitreiking van de Amsterdamse Architectuur Prijs 2019. De jury prees de vriendelijke en duurzame beleving van het gebouw en de binnentuin door toepassing van het vele groen en hout.

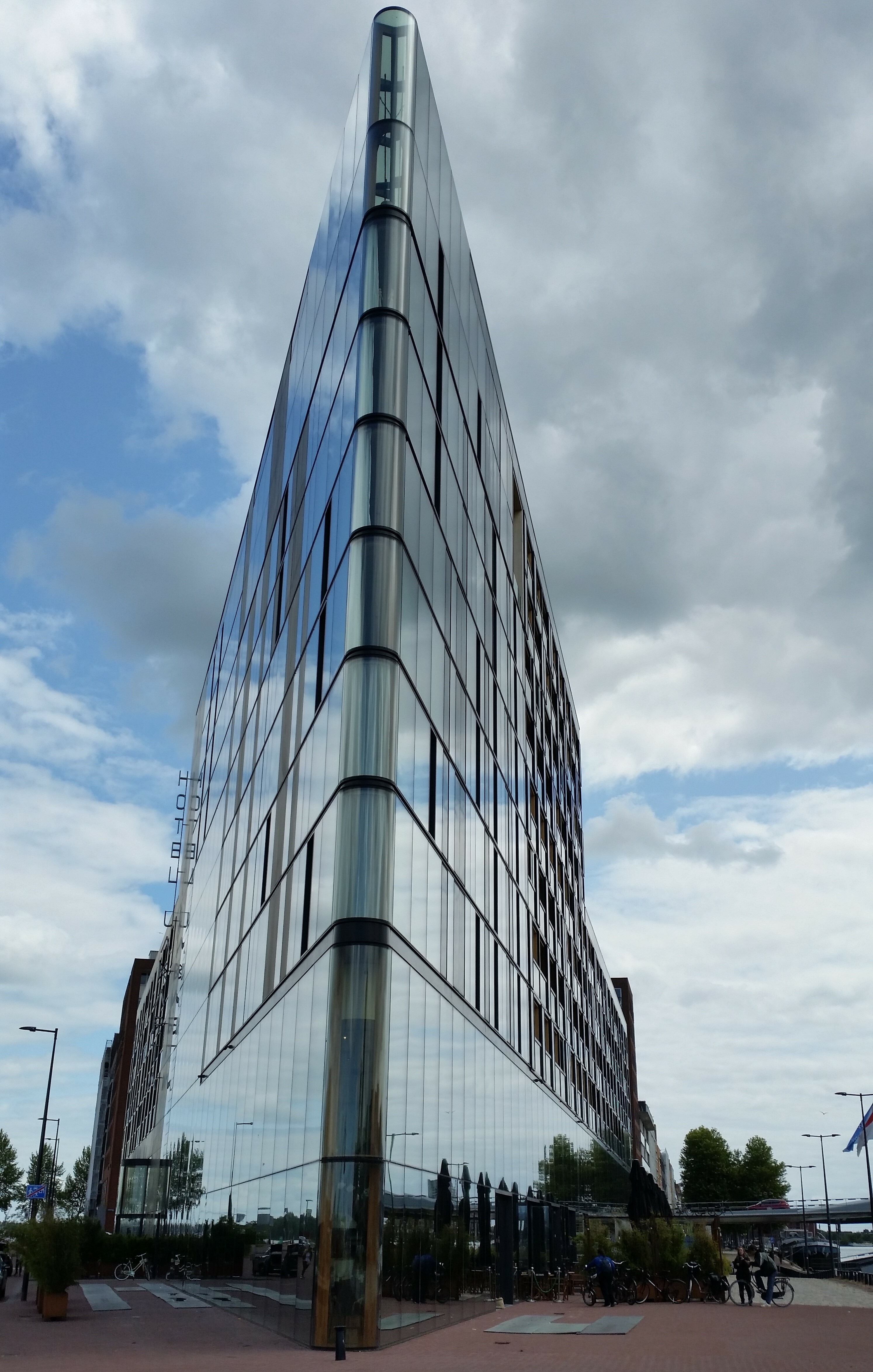
Spits toelopende noord- en zuidgevel
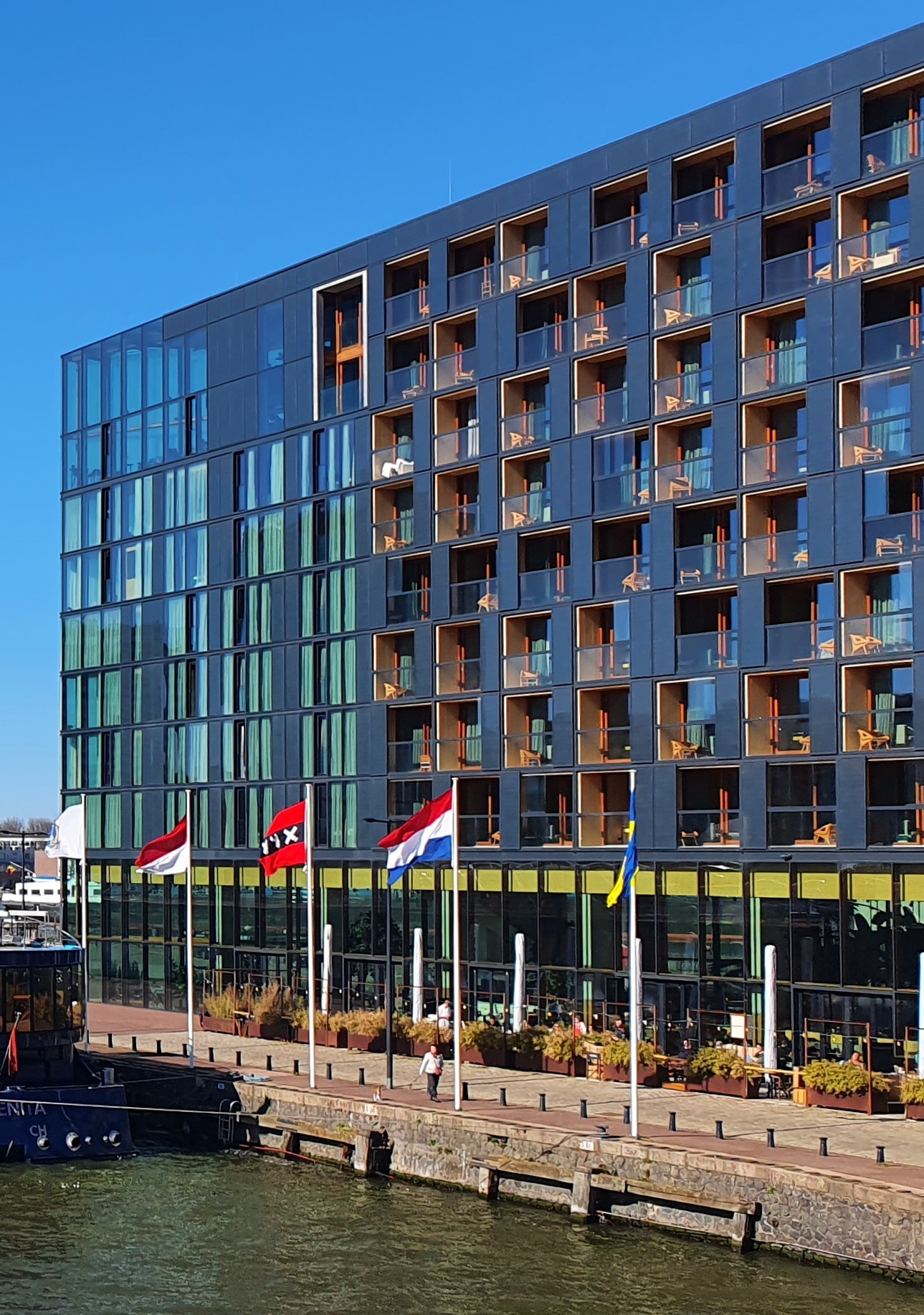
Zuidgevel aan het IJ
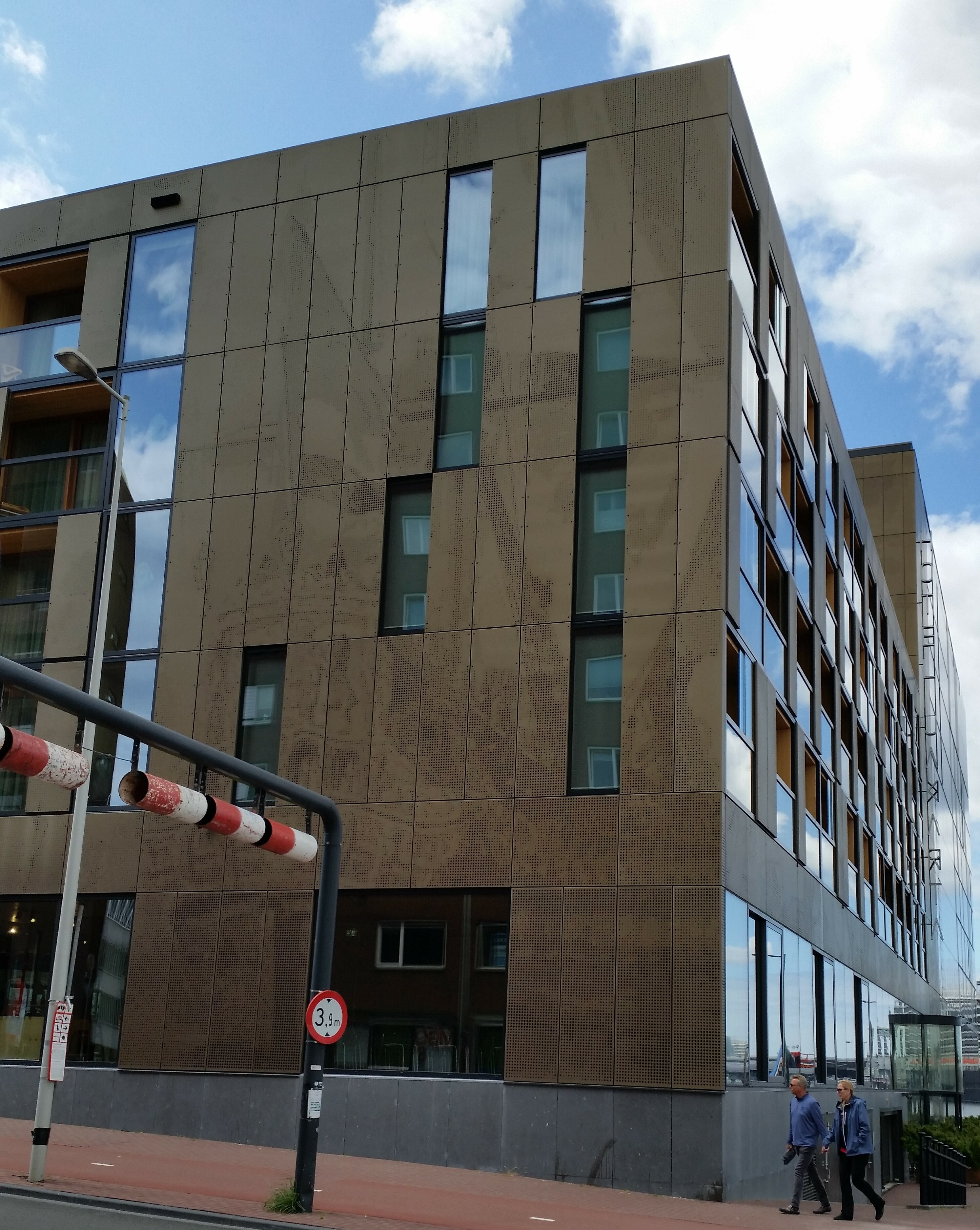
Detail oostgevel
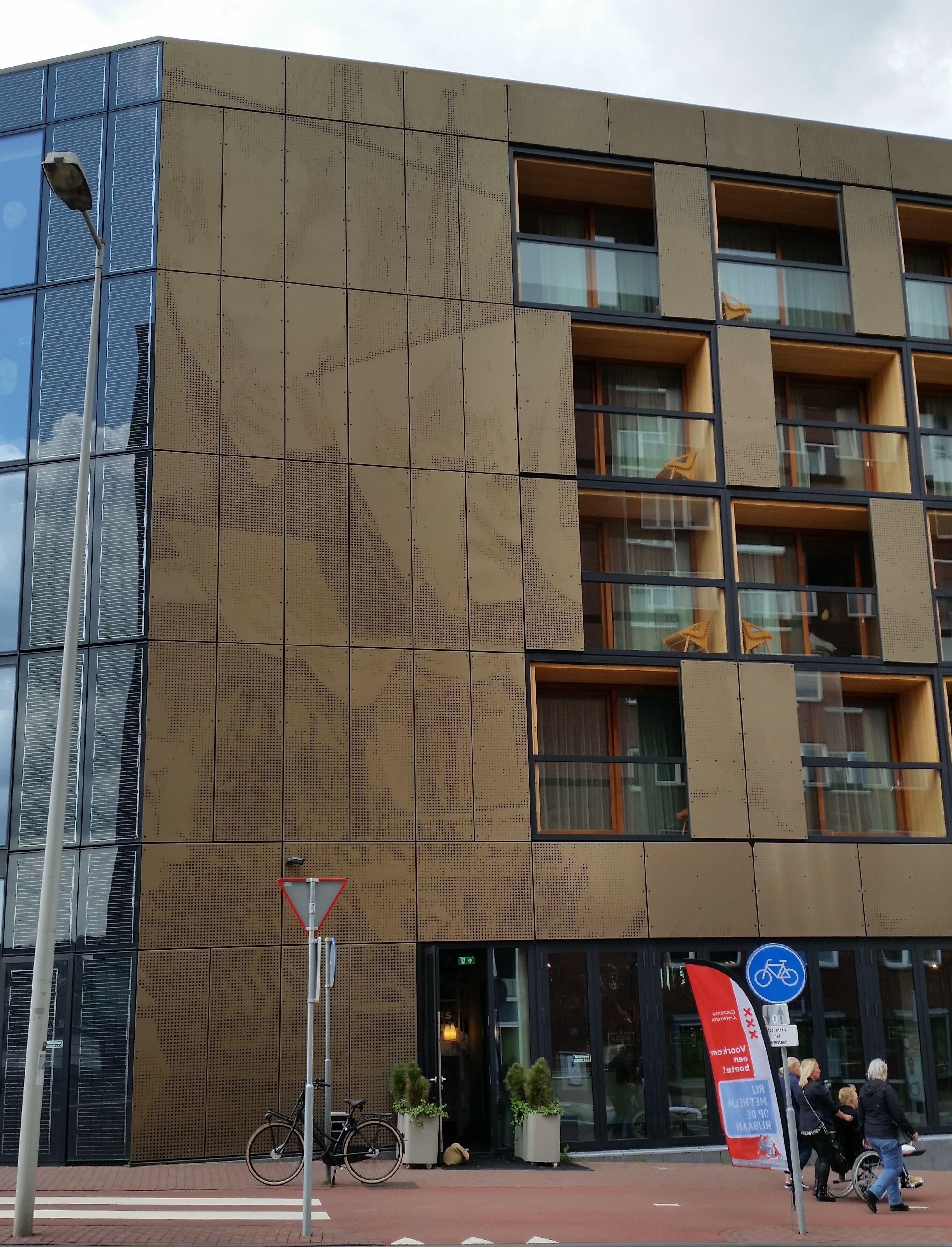
Idem, met silhouet VOC-schip

### Botanische tuin
In de glazen punt van het V-vormige bouwvolume is een deels openbare tuin gesitueerd, welke aansluit op een groene route over het Java-eiland. Deze tuin heeft een subtropisch klimaat en is aangelegd in samenwerking met de Hortus Botanicus Amsterdam.

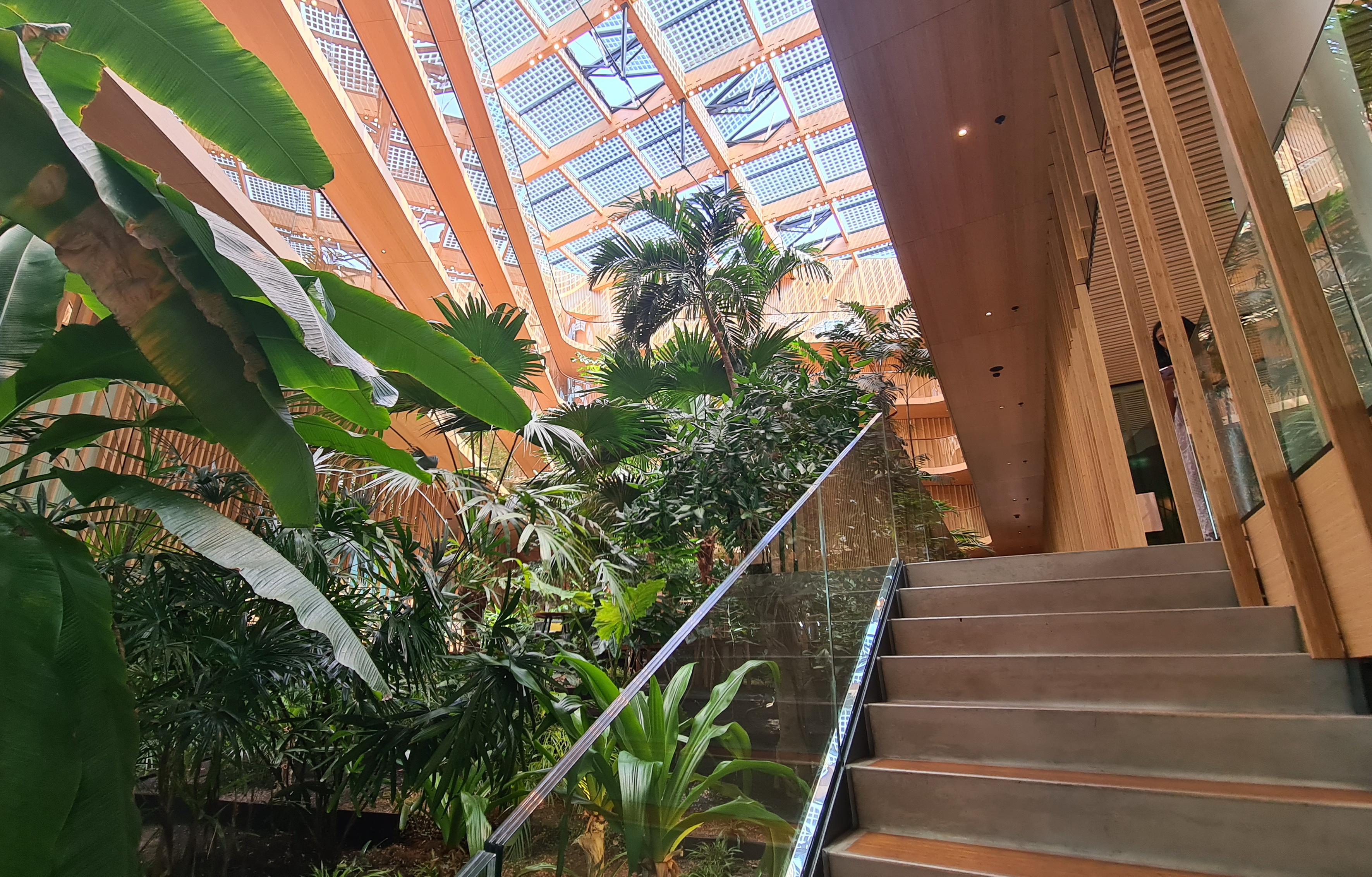
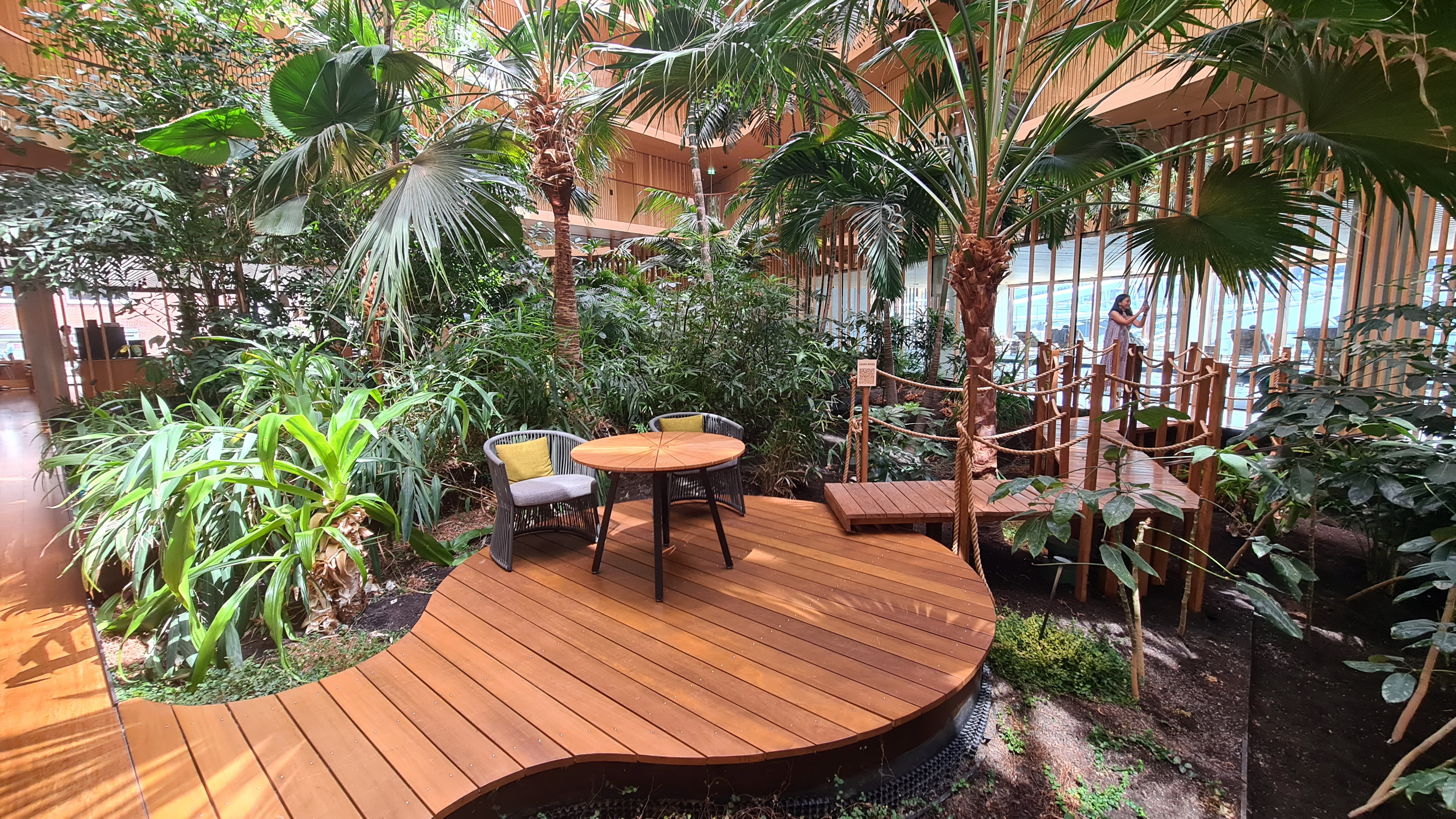
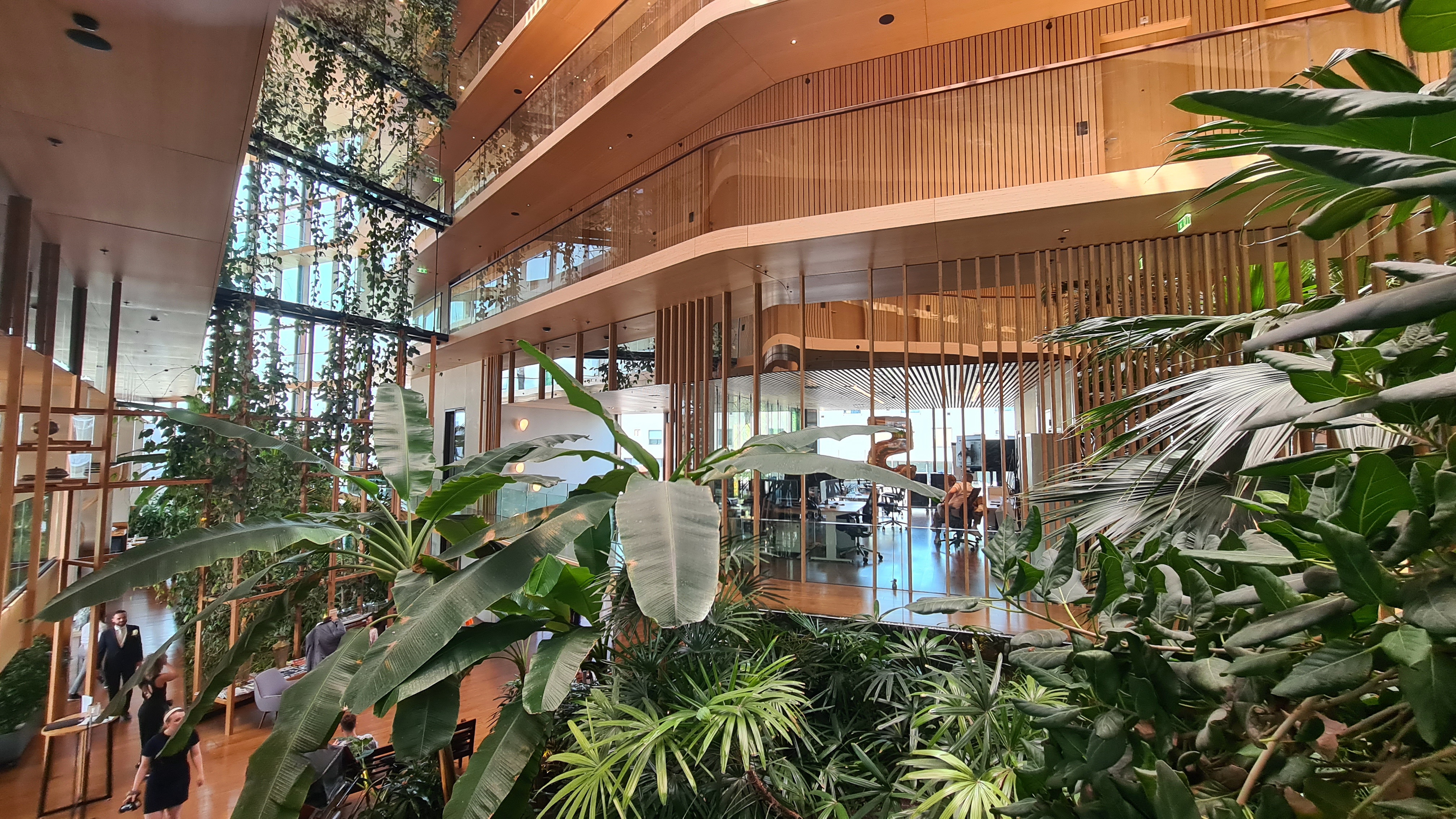
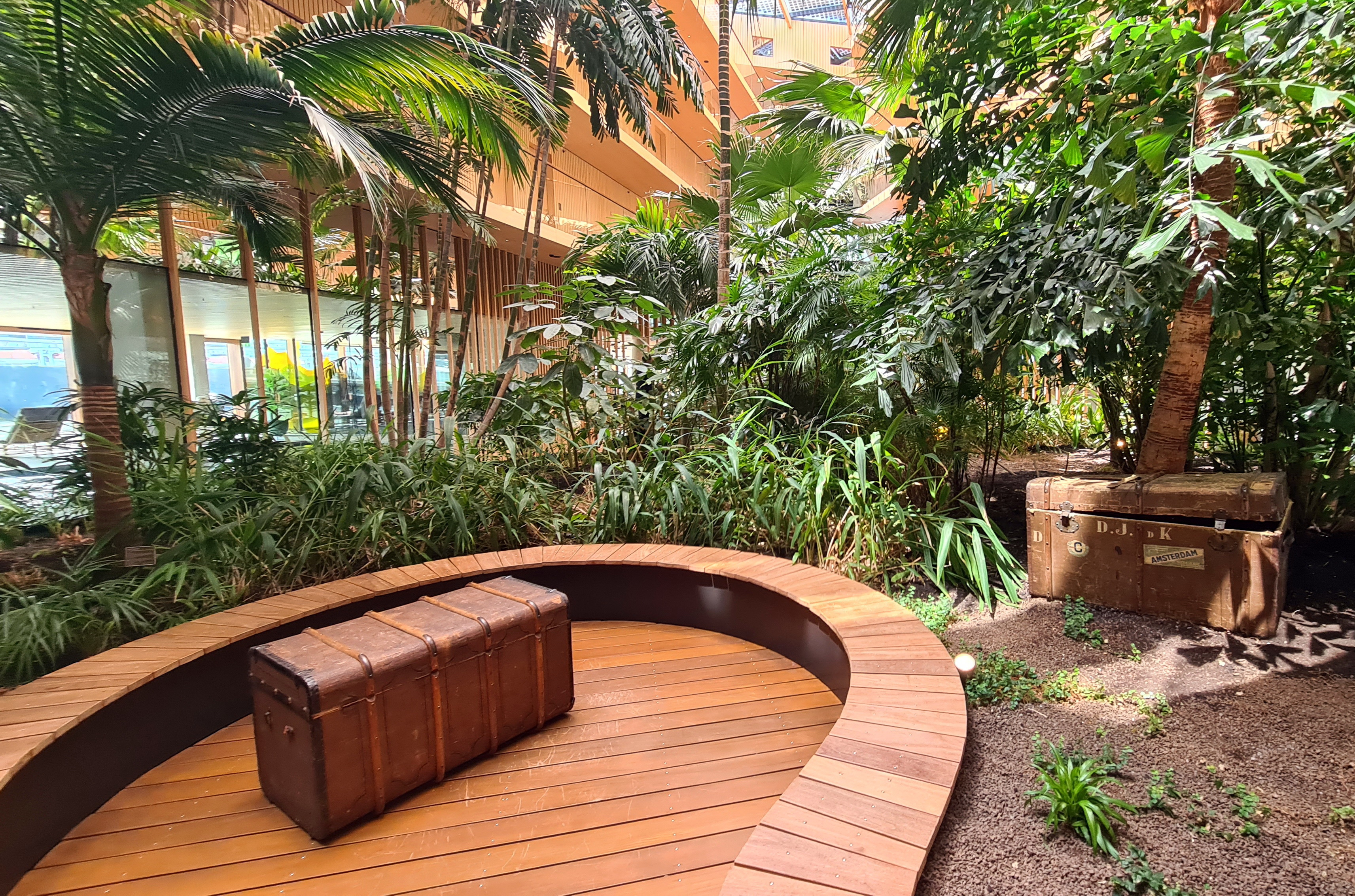